# 活埋 (电影)
《活埋》（英語：Buried）是一部2010年西班牙的英语心理惊悚電影，罗德里戈·科尔特斯执导，莱恩·雷诺斯主演，克里斯·斯帕林编剧。
影片讲述驻伊拉克的美国平民卡车司机保罗·康罗伊遭到袭击后，被人和打火机、烧瓶、手电筒、匕首、荧光棒，钢笔，铅笔和手机一起装进木棺材活埋。影片于圣丹斯电影节首映，获得好评。

## 剧情
2006年，在伊拉克工作的美国平民在一具木棺材醒来，发现手边有一个Zippo打火机和一部黑莓手机。他回忆自己遭遇的事情，意识到自己和同伴遭到恐怖分子埋伏，被一块石头打中后，昏了过去。他打电话给绑匪贾比尔，对方要求他在晚上9点前交付500万美元赎金，否则就会被活埋至死。
克罗伊致电美国国务院，收到回答是政府有政策不跟恐怖分子谈判，所以交赎金是不可能的，但会想方法营救。他们帮他转接人质工作组主管丹·布伦纳（Dan Brenner），对方告诉克罗伊会尽力找到他。
贾比尔给克罗伊打电话，要求他拍摄勒索影片，还威胁要杀死他一个在袭击中幸存的同伴。克罗伊坚持称没有会支付500万，绑匪便把金额下调到100万。尽管克罗伊答应拍影片，绑匪还是杀掉了同伴，还给他发来了影片。随后，远处传来的爆炸让泥土出现晃动，棺材掉进了一些沙子。克罗伊继续断断续续地与布伦纳打电话，质疑他会不会帮忙。布伦纳跟他说一位情况跟他相似、名叫马克·怀特（Mark White）的男子三个星期前获救，目前正和家人在家中。
克罗伊接到员工的电话，通知他由于与同事之间关系暧昧而被解雇，因此他和家人将无权在公司赚取任何福利或退休金。这时布伦纳打来电话，说F-16战机刚刚轰炸当地，造成的爆炸损坏了他的棺材，而绑匪可能已经被击毙。克罗伊开始失去希望，开始用影片留下遗嘱，他把衣服交给了儿子，把自己个人的存款给了妻子。这时绑匪带来电话，要他录下切掉自己一根手指的过程，否则家人们回家时，会把孩子们都杀掉。克罗伊服从了。
录制完影片后不久，手机响了，克罗伊开始听到一副沙哑的声音。声音变得更清晰，说打开棺材，然后棺材打开。很明显，他对这次邂逅产生了幻觉。
布伦纳打来电话，说一位叛乱分子详细讲出了一位被活埋男子的确切位置，正前往营救。克罗伊接到妻子琳达的一通催泪电话，布伦纳告诉他情况会好的。由于沙子看要把棺材给埋了，留给克罗伊活命的时间已经不多，布伦纳打电话告诉他，他和救援小队已经抵达活埋现场。电话里传出了挖掘的声音，但克罗伊却没有觉得有人在周围挖土。救援队挖出棺材后打开，发现叛乱分子告诉他的棺材是马克·怀特的，也就是布伦纳告诉他那位已经获救的男子。知道自己不可能获救后，克罗伊冷静下来，接受了现实。沙子填满了棺材，克罗伊开始窒息，而灯光也变得昏暗，屏幕变黑。最后，布伦纳不断重复“我很抱歉，保罗，我很抱歉”，连接就中断了。
在片尾彩蛋中，打火机照亮了保罗·马克（Paul）先前在棺材盖上照亮了写的“马克·怀特”（Mark White）这个名字。

## 演員
- 萊恩·雷諾斯 饰 保罗·康诺伊（Paul Conroy）
- 何塞·路易斯·加西亚·佩雷斯（José Luis García Pérez，配音）饰 贾比尔（Jabir）
- 罗伯特·帕特森（Robert Paterson，配音）饰 丹·布伦纳（Dan Brenner）
- 斯蒂芬·托伯洛夫斯基（英语：Stephen Tobolowsky）（配音）饰 艾伦·达文波特（Alan Davenport）
- 萨曼莎·马蒂斯（英语：Samantha Mathis）（配音）饰 琳达·康诺伊（Linda Conroy）
- 伊凡娜·米诺（Ivana Miño，配音）饰 帕梅拉·卢蒂（Pamela Lutti）
- 华纳·洛夫林（Warner Loughlin，配音） 饰 玛丽安·康罗伊（Maryanne Conroy） / 唐娜·米切尔（Donna Mitchell） / 数字女士
- 埃瑞克·帕拉迪諾（配音）饰 特别探员哈里斯（Special Agent Harris）

## 制作
影片由巴塞罗那公司对抗娱乐（Versus Entertainment）连同萨夫兰公司和Dark Trick Films制作。
影片在巴塞罗那拍了16天。主演莱恩·雷诺斯说他在拍戏期间得了幽闭恐惧症（和他饰演的角色很像）。雷诺斯所待的棺材随着拍摄的进行装满沙子，到了拍摄高潮段落时雷诺斯的确被埋了。莱恩在拍摄最后一天说“我绝不会再体验这种东西了”。制作团体让医护团队在旁待命。导演罗德里戈·科尔特斯在拍摄时参考了亞弗列·希治閣的电影《奪魂索》。

## 发行
影片于2010年1月23日在圣丹斯电影节首映。狮门娱乐买下影片放映权，2010年9月24日在电影院有限放映，两周后2010年10月8日大规模上映。首支预告片与《猛鬼街》一同放映，第二支预告片于2010年圣地亚哥国际漫画展首映，与《笨人晚宴》、《生化危機4：陰陽界》、《浴血任務》和《最后一次驱魔》的精选剧照一同公布。
影片在2010年9月的斯特拉斯堡欧洲奇幻电影节上获得年度欧洲唱片奖。
影片是多维尔美国电影节竞赛片、多倫多國際電影節非竞赛片。

## 专业评价
汇总媒体网站烂番茄打出155条，新鲜度86%，平均分7.3/10。网站共识写道：“跳脱幽闭恐惧症的前提绞尽脑汁写出看似不可能的大量戏剧转折，《活埋》是莱恩·雷诺斯才华的一次令人神经紧绷的展示。”Metacritic根据29条评论打出加權平均數65/100，表示“普遍好评”。
影评人罗杰·伊伯特给予3.5/4星评价，指出“西班牙电影制片人罗德里戈·科尔特斯是这场受希区柯克影响的叙事特技的幕后策划者，他用摄影机角度和灯光营造出一种欢快的恶作剧。”《Access Hollywood》称电影是“一部非常扭曲的悬疑惊悚片，会让希区柯克感到骄傲。”IGN的克里斯·提莉（Chris Tilly）打出10分满分。《滚石》的彼得·崔維斯打出2/4星，他评论：“莱恩·雷诺斯被活埋90分钟：我们是不是在《愛情限時簽》遭受过这些？”

## 奖项与提名
| 大奖                       | 提名                        | 获得者 | 结果 | 参考   |
| 高迪奖                     | 最佳男主角                  | 萊恩·雷諾斯 | 提名 | [ 15 ] |
| 高迪奖                     | 最佳视效                    | 莫妮卡·阿卡隆（Mònica Alarcón）、玛丽·德·拉·卡马拉（María de la Cámara） 加布里埃尔·帕雷（Gabriel Paré）和亚历克斯·维拉格拉萨（Alex Villagrassa） | 提名 | [ 16 ] |
| 高迪奖                     | 最佳美术指导                | 玛丽·德·拉·卡马拉和加布里埃尔·帕雷 | 提名 | [ 16 ] |
| 高迪奖                     | 最佳剪辑                    | 罗德里戈·科尔特斯 | 獲獎 | [ 17 ] |
| 高迪奖                     | 最佳导演                    | 罗德里戈·科尔特斯 | 提名 | [ 15 ] |
| 高迪奖                     | 最佳声效                    | 乌尔科·盖拉（Urko Garai）、詹姆斯·穆尼兹（James Muñoz）、马克·奥特斯（Marc Orts）                                                                 | 提名 | [ 16 ] |
| 高迪奖                     | 最佳原创剧本                | 克里斯·斯帕林 | 提名 | [ 16 ] |
| 高迪奖                     | 最佳非加泰罗尼亚语电影      | 阿德里安·瓜拉（Adrian Guerra） 和彼得·萨夫兰 | 獲獎 | [ 17 ] |
| 哥雅獎                     | 最佳男主角                  | 萊恩·雷諾斯 | 提名 | [ 18 ] |
| 哥雅獎                     | 最佳原创配乐                | 维克多·雷耶斯（Victor Reyes） | 提名 | [ 18 ] |
| 哥雅獎                     | 最佳原创歌曲                | 维克多·雷耶斯（Victor Reyes） | 提名 | [ 18 ] |
| 哥雅獎                     | 最佳原创歌曲                | 罗德里戈·科尔特斯 | 提名 | [ 18 ] |
| 哥雅獎                     | 最佳剪辑                    | 罗德里戈·科尔特斯 | 獲獎 | [ 18 ] |
| 哥雅獎                     | 最佳导演                    | 罗德里戈·科尔特斯 | 提名 | [ 18 ] |
| 哥雅獎                     | 最佳音效                    | 乌尔科·盖拉、詹姆斯·穆尼兹、马克·奥特斯 | 獲獎 | [ 18 ] |
| 哥雅獎                     | 最佳影片                    | 阿德里安·瓜拉和彼得·萨夫兰 | 提名 | [ 18 ] |
| 哥雅獎                     | 最佳原创剧本                | 克里斯·斯帕林 | 獲獎 | [ 18 ] |
| 哥雅獎                     | 最佳特效                    | | 提名 | [ 18 ] |
| IGN电影大奖                | 最佳表演                    | 萊恩·雷諾斯 | 提名 | [ 19 ] |
| MTV电影奖                  | 奖最佳吓人表演              | 萊恩·雷諾斯 | 提名 | [ 20 ] |
| 国家评论奖                 | 最佳原创剧本                | 克里斯·斯帕林 | 獲獎 | [ 21 ] |
| 土星獎                     | 最佳男主角                  | 萊恩·雷諾斯 | 提名 | [ 22 ] |
| Fangoria钢锯奖             | 最佳男主角                  | 萊恩·雷諾斯 | 獲獎 |        |
| Fangoria钢锯奖             | 最佳有限上映/非剧院上映电影 | 《活埋》 | 提名 |        |
| Fangoria钢锯奖             | 最佳剧本                    | 克里斯·斯帕林 | 提名 |        |
| Fangoria钢锯奖             | 最佳配乐                    | 维克多·雷耶斯 | 提名 |        |
| 斯特拉斯堡欧洲奇幻电影节奖 | 最佳欧洲电影                | 阿德里安·盖拉和彼得·萨夫兰 | 獲獎 | [ 23 ] |